# Rozmary řeky
Rozmary řeky (v originále Les Caprices d'un fleuve) je francouzský hraný film z roku 1996, který režíroval Bernard Giraudeau podle vlastního scénáře. Film se odehrává v Senegalu během Velké francouzské revoluce. Snímek měl světovou premiéru dne 3. dubna 1996.

## Děj
Píše se rok 1787. Jean-François de La Plaine v souboji zabil přítele krále Ludvíka XVI. a byl proto vyhoštěn do Saint-Louis, malé africké obchodní stanice, kde byl jmenován guvernérem. Jakožto svobodný myslitel se smířil se svým osudem a snaží se zmírnit svou samotu hraním na spinet. Ve vzdálené Francii vypukne revoluce, zatímco on objevuje mnoho rysů Afriky, otroctví a lásku mladé Amélie (mladé otrokyně kmene Fulani, která mu byla darována).

## Obsazení
| Bernard Giraudeau   | Jean-François de La Plaine |
| Richard Bohringer   | Blanet                     |
| Thierry Frémont     | Pierre Combaud             |
| Roland Blanche      | pan Denis                  |
| Raoul Billerey      | abbé Fleuriau              |
| Aissatou Sow        | Amélie                     |
| France Zobda        | Anne Brisseau              |
| Vincent de Boüard   | rytíř de Marcera           |
| Christian Rauth     | kapitán                    |
| Smaïl Mekki         | učitel jazyků              |
| Moussa Touré        | Hannibal                   |
| Anna Galiena        | Louise de Saint-Agnan      |
| Pierre Arditi       | Henri de Breuil            |
| Jean-Claude Brialy  | pan de Saint-Chamont       |
| Marie Duboisová     | stará vévodkyně            |
| Lambert Wilson      | pan de la Malène           |
| Brigitte Roüan      | Esther                     |
| Isabel Otero        | Emma                       |
| Sara Giraudeau      | slečna                     |
| Sophie Artur        | Éléonore                   |
| Jean-Claude Jay     | Iphicrate                  |
| Philippe Laudenbach | Nicolas de Saint-James     |
| Madeleine Marie     | stará žena                 |